# Русско-казанская война (1487)
Русско-казанская война 1487 года была переломной в русско-казанских отношениях. Впервые русские взяли Казань и установили свою власть над Казанским ханством.

## Предыстория
В 1479 году в Казани умер хан Ибрагим. У него было две жены и пять сыновей. Три сына от Фатимы: Ильхам, Худай-Кул и Мелик-Тагир. И два от Нур-Султан: Мухаммед-Амин и Абдул-Латиф. Фатима была первой женой Ибрагима, но Нурсултан была царицей уже до замужества с Ибрагимом (она была женой его брата Халиля) и поэтому считалась старшей женой. В ханстве не было твёрдо установившегося порядка престолонаследия и между разными группировками возникла борьба. Победил сын Фатимы Ильхам. Его сторонники опирались на союз с ногаями и Большой Ордой, которой тогда управляли потомки хана Ахмата. Сторонники Мухаммед-Амина наоборот, были заинтересованы в мирных отношениях с Россией и взаимовыгодной торговле. Они не сумели привести своего претендента к власти, но смогли переправить его в Россию под покровительство Ивана III. Его мать Нур-Султан вышла замуж за союзника России крымского хана Менгли Гирея и увезла с собой в Крым младшего сына Абдул-Латифа.
Казань могла стать ценным приобретением для анти-ордынской коалиции Москвы и Крыма, поэтому в 1482 году Иван III стал готовить большой поход против Казани, намереваясь посадить на престол Мухаммед-Эмина, за которого хлопотал крымский хан. Одно войско должно было спуститься по Волге от Нижнего Новгорода, другое наступать с устюжско-вятского направления. Но Ильхам вступил в переговоры и удовлетворил некоторые требования русской стороны, поход не состоялся.
Но борьба за власть не была закончена. В 1484 году ханом все же стал Мухаммед-Амин. Последующие годы были наполнены междоусобной борьбой. Мухаммед-Амин и Ильхам несколько раз менялись на престоле, используя при необходимости ногайские и русские войска. В 1486 году Мухаммед-Амин бежал на Русь.

## Война
В результате вмешательства Русского государства в казанские дела отношения между Москвой и Казанью были испорчены, и русские начали готовиться к войне. Укреплялись пограничные крепости, готовились войска. На этот раз было решено добиться политического подчинения Казани. Мухаммед-Амин заранее принес вассальную присягу Ивану III.
11 апреля 1487 года на Казань вышла большая рать, которую вели воеводы князь Даниил Дмитриевич Холмский, князь Иосиф Андреевич Дорогобужский, князь Семен Иванович Хрипун Ряполовский, князь Александр Васильевич Оболенский и князь Семён Романович Ярославский. Ильхам встретил русских у устья Свияги, но был полностью разбит и отступил в город. 18 мая началась осада.
Ильхам делал вылазки почти каждый день. С тыла русских постоянно тревожил конный отряд князя Алигазыя. Русские сумели разбить этот отряд и обложить город тесным кольцом. 9 июля казанцы капитулировали.
Хан и его родственники были отправлены в Россию. Многие противники русских казнены. Казанским ханом стал Мухаммед-Амин, московским наместником при нём стал — Дмитрий Васильевич Шеин.
Известия о покорении Казани вызвали большую радость в Москве. По всему городу звонили колокола и служились молебны. Были отправлены специальные посольства в европейские страны с вестью о победе. Иван III принял титул «князя Болгарского».
Юридически, оба государства оставались формально равными и совершенно независимые одно от другого, урегулировали свои отношения договорами, которые скреплялись присягой. Фактически степень русского влияния на дела соседнего государства в значительной степени колебалась, по временам достигая действительно большой высоты и в значительной мере оправдывая определение некоторых ханов, как подручников великого князя.
Договоры, регулировавшие отношения Москвы и Казани в этом периоде, обычно заключали в себе три условия: казанское правительство обязывалось:
1) не воевать против России,
2) не выбирать себе нового хана без согласия великого князя — гарантия того, что мир сохранится независимо от перемены правительства в Казани.
3) охранять интересы русских людей, находящихся в ханстве — в пределах Казанского ханства проживало значительное количество русских купцов — промышленников и предпринимателей.
Если с политической стороны положение фактически мало изменилось при перемене в Казани правительства, то по существу всё дело сводилось к борьбе за рынки, и стремление русского правительства обеспечить интересы промышленности и торговли совершенно ясно подчеркивает экономический характер соперничества между обоими государствами.
Вся переписка, все внешние сношения Казанского ханства должны были проходить через Москву. В то же время ханство было сохранено. Поскольку всюду выступают вперёд экономические требования, желание гарантировать прибыль русским предпринимателям, русское правительство в течение долгого времени довольствуется экономическими выгодами, не соединяя с ними требований территориальных уступок.

## Последствия
Правительство Мухаммед-Эмина искренне соблюдало условия заключённого договора. Вскоре по вступлении на престол молодой хан вступил в брак; в невесты была выбрана дочь ногайского князя Мусы; но прежде, чем брак был заключён, казанское правительство нашло необходимым осведомиться у союзного русского государя, не имеет ли он что-либо против этого брака, который был в значительной степени актом иностранной политики и при неблагоприятных обстоятельствах мог бы вызвать дипломатические осложнения. Выбор невесты не вызвал никакого протеста, и брак был заключён.
В 1490 году в союзе с русским и крымским правительством казанцы поучаствовали в войне против Большой Орды. Соединённое московско-казанское войско, с отрядом касимовских татар, совершило удачный поход на Рыльск, намереваясь оттуда спуститься к реке Сосне, где сцепились в затяжном противостоянии крымский и ордынский правители. Поход окончился безрезультатно, войска не успели до того, как Менгли-Гирей отступил в Крым.
Русская партия, захватившая власть при помощи иностранного войска, не была популярной в стране. Несмотря на казнь виднейших вождей, восточная партия не была уничтожена, и к середине 1490-х годов оппозиция правительству вполне сформировалась. Весной 1495 года произошёл переворот, хан был свергнут и бежал в Россию.

## Значение
1487 год стал переломным в русско-казанских отношениях. На несколько десятилетий Казанское ханство, причинявшее столько беспокойства, вошло в русло русской политики. Все последующие претензии на Казанское ханство русские цари обосновывали тем, что Казань с 1487 года стала вотчиной русских князей.